# Wachtberg (Gemeinde Großschönau)
Wachtberg ist eine Ortschaft und eine Katastralgemeinde der Gemeinde Großschönau im Bezirk Gmünd in Niederösterreich mit 35 Einwohnern (Stand 1. Jänner 2024).

## Geografie
Das kleine, im Südwesten des Gemeindegebietes gelegene Dorf ist an drei Seiten von Anhöhen umgeben und öffnet sich nur nach Norden, von wo es auch erreichbar ist. Über den Schroffenberg (840 m ü. A.) gelangt man in die südlich liegende Stadt Groß Gerungs.
Am 1. April 2020 umfasste die Ortschaft 17 Adressen.

## Geschichte
Im Jahr 1822 wurde der Ort als Dorf mit 13 Häusern genannt, das nach Oberkirchen eingepfarrt war, wohin auch die Kinder eingeschult wurden. Die Herrschaft Rosenau besaß die Ortsobrigkeit, besorgte die Konskription und hatte die Grundherrschaft inne. Die Landgerichtsbarkeit wurde von der Herrschaft Weitra ausgeübt.
Laut Adressbuch von Österreich waren im Jahr 1938 in Wachtberg einige Landwirte ansässig.

## Siedlungsentwicklung
Zum Jahreswechsel 1979/1980 befanden sich in der Katastralgemeinde Wachtberg insgesamt 19 Bauflächen mit 8.645 m² und 6 Gärten auf 2.592 m² und auch 1989/1990 waren es 19 Bauflächen. 1999/2000 war die Zahl der Bauflächen auf 49 angewachsen und 2009/2010 waren es 28 Gebäude auf 46 Bauflächen.

## Landwirtschaft
Die Katastralgemeinde ist landwirtschaftlich geprägt. 110 Hektar wurden zum Jahreswechsel 1979/1980 landwirtschaftlich genutzt und 62 Hektar waren forstwirtschaftlich geführte Waldflächen. 1999/2000 wurde auf 93 Hektar Landwirtschaft betrieben und 78 Hektar waren als forstwirtschaftlich genutzte Flächen ausgewiesen. Ende 2018 waren 89 Hektar als landwirtschaftliche Flächen genutzt und Forstwirtschaft wurde auf 79 Hektar betrieben. Die durchschnittliche Bodenklimazahl von Wachtberg beträgt 16,6 (Stand 2010).